# Оссола, Карло
Карло Оссола (итал. Carlo Maria Ossola, 11 марта 1946, Турин) — авторитетный итальянский филолог-романист, литературный критик, эссеист.

## Биография
Закончил престижный классический лицей в Турине, затем, с отличием, Туринский университет (1969). До 1976 преподавал в Туринском университете, затем до 1982 — в Женевском университете и до 1988 — в Падуанском университете, после чего вернулся в alma mater.
С 2000 — доцент учрежденной специально для него кафедры новых литератур неолатинской Европы в Коллеж де Франс. С 2007 по 2016 год — в Университете Лугано. Был постоянным участником международных междисциплинарных коллоквиумов Самосознание поэзии.
10 июня 2024 года правительство Джорджи Мелони приняло решение о назначении Карло Оссолы президентом Института итальянской энциклопедии.

## Научные интересы
Автор трудов по европейским литературам от Апулея, Августина и Данте до Унгаретти и Джудичи. Подготовил несколько научных изданий классиков (Хуан де Вальдес) и современников. Инициатор итальянских переводов и изданий работ Роже Каюа, Ролана Барта, Мишеля де Серто и др. Пропагандист итальянской культуры и литературы во Франции.

## Публикации
- 'L’ambito della «letteratura religiosa»: «capriccio e moralita»? Флоренция: Leo S. Olschki, 1971
- Autunno del Rinascimento: idea del tempio dell’arte nell’ultimo Cinquecento. Флоренция: L. S. Olschki, 1971
- L’esperienza religiosa di Ungaretti: dall' «Allegria» al «sentimento del tempo». Флоренция: Leo S. Olschki, 1972
- Per una «persuasibile» retorica. Флоренция: Leo S. Olschki, 1972
- Sospensione del tempo. Рим: Istituto di studi filosofici, 1973
- Tradizione e traduzione dell' «Evangelio di San Matteo» di Juan de Valdes. Флоренция : G. C. Sansoni, 1974
- Giuseppe Ungaretti. Милан: Mursia, 1975
- Apoteosi ed ossimoro: retorica della traslazione e retorica dell’unione nel viaggio mistico a Dio: testi italiani dei secoli 16º-17º. Флоренция: Olschki, 1977
- Metrica e semantica in Giovanni Giudici: (nota su «Lo sfasamento»). Милан: Ricciardi, 1978
- Edipo e ragion di stato: mitologie comparate. Флоренция: Leo S. Olschki, 1982
- Lutero e Juan de Valdes: intorno alla formula Beneficio di Cristo. Виченца: Accademia olimpica, 1983
- Nei labirinti del beneficio di Cristo. Флоренция: Olschki, 1984
- La rosa profunda. Флоренция: Leo S. Olschki, 1984
- «Li summarii», «li beneficii» e una «sposizione» nicodemita: Castelvetro in contesto. Париж: Université de La Sorbonne nouvelle, 1985
- Figurazione retorica e interni letterari: Salons e tableaux (secoli 16º-18º). Флоренция: Olschki, 1985
- Rassegna di testi e studi tra Manierismo e Barocco. Флоренция: Olschki, 1985
- Dal «Cortegiano» all'«Uomo di mondo»: storia di un libro e di un modello sociale. Турин: Einaudi, 1987
- Figurato e rimosso: icone e interni del testo. Болонья: Il Mulino, 1988
- Giacomo Zanella e la poesia della scienza. Виченца: Accademia Olimpica, 1994
- Miroirs sans visage: du courtisan à l’homme de la rue. Перевод Nicole Sels. Париж: Editions du Seuil, 1997
- Dante, poeta del Novecento. Edizioni de Il Sole 24 Ore, 2002
- L’Avenir de nos origines: le copiste et le prophète. Перевод Nadine Le Lirzin. Гренобль: J. Millon, 2004
- Gli Angeli Custodi: storia e figure dell’ « Amico vero». Турин: Einaudi Editore, 2004
- Il continente interiore: cinquantadue stazioni. Венеция: Marsilio, 2010 (премия Чезаре Павезе 2010)
- En pure perte: le renoncement et le gratuit. Перевод Nadine Le Lirzin. Париж: Payot-Rivages, 2011
- Introduzione alla Divina Commedia. Венеция: Marsilio, 2012 (премия де Санктис 2012)
- Letteratura italiana. Canone dei Classici. (con Giacomo Jori), Турин: Utet, 2012, 8 t.
- À vif: la création et les signes. Перевод Nadine Le Lirzin. Actes Sud / Imprimerie nationale, 2013
- Le Continent intérieur. Перевод Nadine Le Lirzin. Париж: Éditions du Félin. 2013

## Признание
Член Академии деи Линчеи, Итальянской литературной академии в Риме, Туринской академии наук. Лауреат многих премий, включая премию Фельтринелли (1997), премию Павезе (2010), Национальную литературную премию г. Пиза (2010).